# Bammarboda
Bammarboda är en tätort i Österåkers kommun i Stockholms län.

## Befolkningsutveckling
| Befolkningsutvecklingen i Bammarboda 1990–2020                                                                                  | Befolkningsutvecklingen i Bammarboda 1990–2020 | Befolkningsutvecklingen i Bammarboda 1990–2020 | Befolkningsutvecklingen i Bammarboda 1990–2020 | Befolkningsutvecklingen i Bammarboda 1990–2020 |
| --- | ---------------------------------------------- | ---------------------------------------------- | ---------------------------------------------- | ---------------------------------------------- |
| |                                                |                                                |                                                |                                                |
| År |                                                |                                                | Folkmängd                                      | Areal (ha)                                     |
| 1990 | 1990                                           |                                                | 142                                            | 49#                                            |
| 1995 | 1995                                           |                                                | 157                                            | 70#                                            |
| 2000 | 2000                                           |                                                | 193                                            | 77#                                            |
| 2005 | 2005                                           |                                                | 204                                            | 79                                             |
| 2010 | 2010                                           |                                                | 249                                            | 79                                             |
| 2015 | 2015                                           |                                                | 647                                            | 308                                            |
| 2020 | 2020                                           |                                                | 671                                            | 312                                            |
| Anm.: Ny tätort 2005. tätoren utökades 2015 norrut och omfattar därefter också Dyvik och den småort som fanns där # Som småort. |                                                |                                                |                                                |                                                |

Bammarboda var före 2005 en småort men omdefinierades 2005 till tätort i och med en befolkningsökning från 193 till 204 personer.